# TDMoMPLS
 (août 2023).
TDMoMPLS (TDM over MPLS) est une méthode de transport de multiples signaux TDM (Time Division Multiplexed) véhiculant de la voix ou des données sur des réseaux MPLS (Multiprotocol Label Switching).
Cette technologie permet par exemple d'émuler une liaison E1 (1920 à 2048 kbit/s en G.703/G.704 -i.e.: 30 canaux voix-) à travers un réseau MPLS pour interconnecter deux commutateurs téléphoniques.